# Felix Everding
Felix Everding (* 1989 in München) ist ein deutscher Schauspieler und Übersetzer.

## Leben
Felix Everding ist der Enkel des Regisseurs und Theaterintendanten August Everding. Er wuchs in seiner Geburtsstadt München auf, wo er die Rudolf-Steiner-Schule besuchte. Im Alter von 11 Jahren stand er zum ersten Mal auf einer Bühne. Anschließend war er einige Jahre Mitglied bei einer Kinder- und Jugendtheatergruppe. Mit 19 Jahren ging er nach New York und nahm dort 2009 Schauspielunterricht am Terry Schreiber Studio, New York. Nach seinem Zivildienst, den er 2010 in München ableistete, kehrte er Ende 2010 nach New York zurück, um seine Schauspielstudien fortzusetzen. Von September 2010 bis September 2011 studierte er an der New York Film Academy - School of Film and Acting, wo er sein Schauspieldiplom erwarb; von Februar 2012 bis August 2012 war er am The Acting Studio Inc. zur weiteren Ausbildung.
In New York wirkte er bei verschiedenen Theateraufführungen und in einigen Studentenfilmen mit. Während seiner New Yorker Zeit kam er in Kontakt mit dem US-amerikanischen Theaterautor Bill C. Davis. Er wirkte bei Lesungen von Davis’ Theaterstück Mass Appeal (dt. Titel: Und mit deinem Geiste oder Der Priestermacher). Im Herbst 2012 arbeitete er als Regieassistent bei einer Produktion von Davis’ Stück Mass Appeal am New Theatre in Dublin. Im Frühjahr 2013 trat Everding mit der Rolle des Mark Dolson in Mass Appeal am Mill Theatre in Dublin und am Arts Theatre in Cork auf. Im Herbst 2014 spielte er die Hauptrolle des Axel Bauer bei einer Workshop-Produktion von Bill C. Davis’ neuem Theaterstück Fatherland am Sheen Center in New York City.
Davis betraute Everding mit der Übersetzung seines Theaterstücks Coming2Terms ins Deutsche. Everding legte mittlerweile auch eine Neuübersetzung von Mass Appeal vor, die im S. Fischer Verlag erschien. Ab Sommer 2014 begann Everding mit der Übersetzung eines weiteren Theaterstückes von Bill C. Davis, mit dem Arbeitstitel The Sex King, das später unter dem Titel Escorting The Verdict erschien.
Everding wirkte in einigen Kino- und Fernsehproduktionen mit. In der 41. Staffel der ZDF-Krimiserie SOKO München (2016) war er in einer Episodenrolle als junger Nachwuchswissenschaftler Viktor Siegmann zu sehen. Von Juni bis November 2016 übernahm Everding als Dennis Grabowski eine der Hauptrollen in der 13. Staffel der ARD-Serie Rote Rosen; er spielte einen Schulversager, der anfangs weder lesen noch schreiben kann, und sich als Entrümpler und Inhaber einer Reparaturwerkstatt finanziell über Wasser hält.
In dem TV-Krimi Reich oder tot, der im Herbst 2017 beim Filmfest Hamburg seine Premiere hatte, spielte Everding an der Seite von Lorna Ishema, Narges Rashidi und Sahin Eryilmaz den Bankräuber Randy Schenker. In dem „ZDF-Herzkino“-Fernsehfilm Die Braut vom Götakanal (Erstausstrahlung: Oktober 2018) aus der Inga-Lindström-Fernsehreihe spielte Everding die männliche Hauptrolle, den Bräutigam Paul. In der ZDF-Krimireihe Unter anderen Umständen verkörperte er, an der Seite von Nicole Beutler und Simon Hatzl, im Fernsehfilm Im finsteren Tal (Erstausstrahlung: März 2019) den reichen, ehemaligen Londoner Investmentbanker Christoph Siewert, den „verlorenen Sohn“ eines vor 30 Jahren vergewaltigten Zimmermädchens, der unter Verdacht gerät. In der 17. Staffel der ZDF-Fernsehserie SOKO Köln (März 2019) übernahm Everding, an der Seite von Stephan Bissmeier, eine der Episodenhauptrollen als junger, ehrgeiziger Rechtsanwalt, der irrtümlich in dem Glauben lebt, seinen besten Freund getötet zu haben. In der 12. Staffel der ZDF/ORF-Produktion Die Bergretter (Erstausstrahlung: November/Dezember 2020) spielte Everding eine der Episodenhauptrollen als Bruder eines smarten Extrem-Bergsteigers, der mit der Freundin seines Bruders eine Affäre hat. In der ZDF-Reihe Kreuzfahrt ins Glück spielte er in der Neujahrsfolge 2022 den jungen deutsch-griechischen Bräutigam Alexis Panagolis. Im 17. Film der ZDF-Krimireihe Nord Nord Mord (2022) spielte er den österreichischen Austauschkollegen und Kriminalermittler Ottfried Lechner. Im Bozen-Krimi Familienehre (2022) war er, an der Seite von Vladimir Burlakov, als homosexueller Bozener Eishockeystar Marcel Wallner zu sehen. In der 18. Staffel der ZDF-Serie Der Staatsanwalt (2023) übernahm  er eine Episodenhauptrolle als tatverdächtiger Winzer Carsten Löber.
Everding lebt in München.

## Filmografie
- 2011: Suburban Legend (Kurzfilm)
- 2015: Play Yard (Kurzfilm)
- 2016: Und vergib uns unsere Schuld (Fernsehreihe)
- 2016: SOKO München (Fernsehserie; Folge: Kornkreise)
- 2016: Eddie the Eagle – Alles ist möglich (Eddie the Eagle; Kinofilm)
- 2016: Der Alte (Fernsehserie; Folge: Paradiesvogel)
- 2016: Rote Rosen (Fernsehserie; Serienhauptrolle)
- 2017: Tatort: Land in dieser Zeit (Fernsehreihe)
- 2017: Sturm der Liebe (Fernsehserie)
- 2018: Reich oder tot (Fernsehfilm)
- 2018: SOKO Kitzbühel (Fernsehserie; Folge: Dunkle Wasser)
- 2018: Hubert und Staller (Fernsehserie; Folge: Der Pferdeflüsterer)
- 2018: Der Alte (Fernsehserie; Folge: Heimattreu)
- 2018: Inga Lindström: Die Braut
 vom Götakanal (Fernsehreihe)
- 2019: Unter anderen Umständen – Im finstern Tal (Fernsehreihe)
- 2019: SOKO Köln (Fernsehserie; Folge: Unter Freunden)
- 2019: SOKO Kitzbühel (Fernsehserie; Folge: In medias res)
- 2020: Tatort: Krieg im Kopf (Fernsehreihe)
- 2020: The Mallorca Files (Fernsehserie, Folge #2.1)
- 2020: Die Bergretter: Eiskalte Wahrheit (Fernsehserie, eine Folge)
- 2020: Alle Nadeln an der Tanne (Fernsehfilm)
- 2021: Watzmann ermittelt (Fernsehserie; Folge: Ein todsicheres Geschäft)
- 2022: Kreuzfahrt ins Glück: Hochzeitsreise nach Kreta (Fernsehreihe)
- 2022: Nord Nord Mord: Sievers und das mörderische Türkis (Fernsehreihe)
- 2022: Kommissarin Lucas: Goldrausch (Fernsehreihe)
- 2022: Der Bozen-Krimi: Familienehre (Fernsehreihe)
- 2023: Der Staatsanwalt (Fernsehserie; Folge: Wein und Mord)
- 2024: Ungeschminkt (Fernsehfilm)
- 2024: Pumpen (Fernsehserie)
- 2024: Inga Lindström: Spinnefeind (Fernsehreihe)
- 2024: Die Bergretter (Fernsehserie)
- 2024: Alle Jahre wieder (Fernsehfilm)